# إليا شكورين
إليا شكورين (مواليد 17 أغسطس 1999) هو لاعب كرة قدم بيلاروسي يلعب في مركز المهاجم في نادي مكابي بتاح تكفا.

## وصلات خارجية
- إليا شكورين على موقع قاعدة بيانات كرة القدم.إي يو (الإنجليزية)
- إليا شكورين على موقع Soccerway.com (الإنجليزية)
- إليا شكورين على موقع عالم كرة القدم.نت (الإنجليزية)